# Бугельный подъёмник

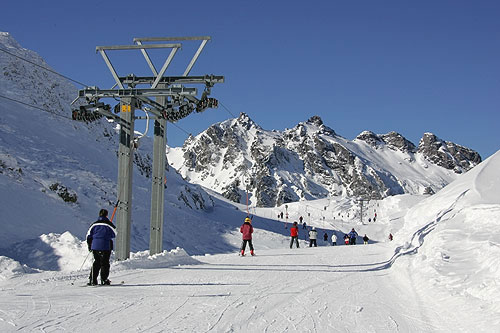
Бугельный (буксировочный) подъёмник, гора Пизоль, кантон Санкт-Галлен, Швейцария

Бу́гельный подъёмник — оборудование для буксирования горнолыжников и сноубордистов в гору. Представляет собой трос (поднимающая ветвь — для буксирования лыжника и спускающая ветвь, как правило параллельны и размещены на одних опорах), проходящий «по кругу» через специальные опоры: конечные станции (натяжная + приводная и/или их комбинации — натяжная с приводом + обводная; возможна установка промежуточных станций) и промежуточные опоры (несущая или отжимная). Приводится в движение с помощью электропривода. Как правило, на подъёмнике предусматривают установку резервного дизельного двигателя. Изобретён в 1933 году инженером Жаном Помагальски (фр.), который впоследствии основал компанию «Poma» (фр.).
Бугельные подъемники обычно используются на небольших пологих склонах, в частности учебных и для детского катания.

## Классификация
В зависимости от способа крепления к буксировочному тросу буксировочные подъёмники подразделяются на подъёмники без приспособлений для буксирования и бугельные.

### Подъёмники без приспособлений
- Беби-лифт. Буксировочный трос с резинопластиковыми скобами движется на высоте около одного метра от поверхности склона. На данных подъёмниках не используют промежуточные опоры. Процесс буксирования происходит от прямого захвата троса руками лыжников. Это обуславливает небольшую скорость движения троса и незначительную длину данного типа канатных дорог.
- Устаревший[источник не указан 4893 дня] тип подъёмника с промежуточными опорами без установленных приспособлений для буксирования. Высота ведения троса над поверхностью склона составляла 1,5-2 м. Для крепления к тросу используется бугель в виде брезентового троса (фала) со специальной скобой («вилкой») на одном конце. Второй конец крепится вокруг пояса лыжника или оборудован небольшой перекладиной.

### Бугельный подъёмник

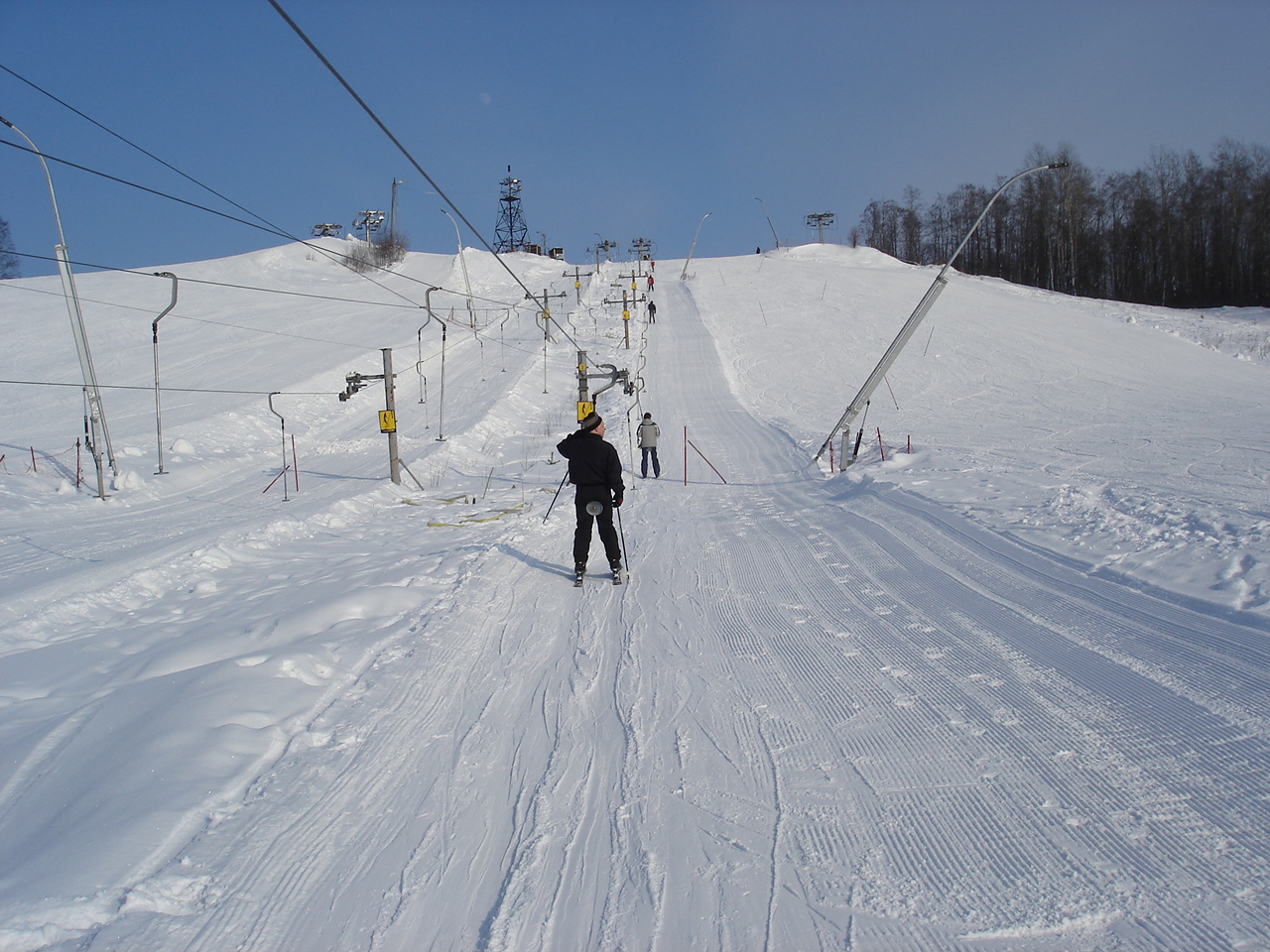
Тарельчатый подъемник

Ряд подъёмников оборудованных приспособлениями для буксирования. Классифицируют зависимо от следующих факторов:
1. Размещения механизмов привода и натяжения троса (НП- нижнее положения приводной станции; ВП — верхнее положение приводной станции; комбинированные варианты).
2. Конструкций промежуточных опор: «П», «Г», «Т» — подобные.
3. Количества посадочных мест на одном бугеле:
  - одноместный (тарелка). На конце буксировочной штанги закреплён пластиковый диск, за что подъёмники прозвали тарельчатыми. Диск предназначен для размещения между ног.
  - двухместный (якорь, швабра). Буксировочная штанга в виде перевёрнутой буквы «Т» предназначена для буксировки сразу двух человек. Сам бугель состоит из опоры («тарелка» или «швабра»), буксировочной штанги, инерционного барабана (снабжён вытяжной катушкой, смягчающей рывок при старте и регулирующий длину буксировочного тросика при перепадах рельефа и/или изменении уклона трасы) и зажима. Так же используются бугели без инерционного барабана, оборудованные эластичными вставками для смягчения старта. Бугели крепят равномерно по всей длине троса, как правило, таким образом, что бы временной интервал между лыжниками составлял не менее 6 секунд. Такие подъёмники могут быть оборудованы стартовой системой (накопителем), подающей штангу на старт по мере необходимости (наличия лыжников).

## Происхождение названия
Название произошло от бугеля — скобы, с помощью которой горнолыжники цеплялись к голому тросу подъёмника. В горнолыжный спорт термин «бугель» проник из профессиональной речи моряков, где бугель — это кольцо для крепления снастей. Происходит от нидерл. beugel или нем. bugel — захват, зажим.